# 스티븐 포지스
스티븐 포지스(Stephen Porges, 본명: 스티븐 W. 포지스, Stephen W. Porges, 1945년 출생)는 미국의 심리학자이자 신경과학자이다. 노스캐롤라이나 대학교 채플힐의 정신의학과 교수이다. 포지스는 현재 트라우마를 연구하는 인디애나 대학교 블루밍턴의 킨지 연구소(Kinsey Institute) 트라우마 스트레스 연구 컨소시엄의 이사이기도 하다.
한때 일리노이 대학교 시카고 교수였으며, 그곳에서 의과대학 뇌-신체 센터 소장을 역임했고, 메릴랜드 대학교에서도 근무했다.
그는 1994년에 아직 입증되지 않은 다미주신경 이론을 제안했는데, 이는 현재의 사회 신경과학이 지지하지 않는다.
오늘날 동물과 인간 모두와 관련된 뇌신경 반응에 관심을 갖고 있는 신경과학자이다.